# Spalovna Malešice
Spalovna Malešice (plný oficiální název Zařízení pro energetické využívání odpadu, zkratka ZEVO) je technologické zařízení v Praze 10 v Malešicích, které slouží ke spalování komunálního odpadu a následné výrobě tepla a elektrické energie uvolněné při spalovacím procesu. 

## Historie

Pohled z vrtulníku

Projekt spalovny byl zpracován v roce 1987, samotná stavba začala o rok později a trvala s menšími přerušeními až do roku 1998.  Původním pracovním názvem byla „Spalovna tuhého komunálního odpadu Malešice,“ zkráceně „Spalovna TKO Malešice.“ Krátce po sametové revoluci, na jaře 1990, byla právě probíhající výstavba kritizována občanskými iniciativami z blízkých městských částí, které žádaly buď úplné zastavení, a nebo podstatnou úpravu projektu. Tehdejší rada národního výboru Prahy tyto připomínky odmítla s poukazem na obdobné projekty v západních zemích a velmi nízké předpokládané emise.

Technologie k omezování emisí a čištění spalin byly modernizovány postupně za provozu. Většina emisí se momentálně pohybuje na hodnotě 10 % povoleného množství. Tento stav je srovnatelný například se spalovnami v Německu a Rakousku.

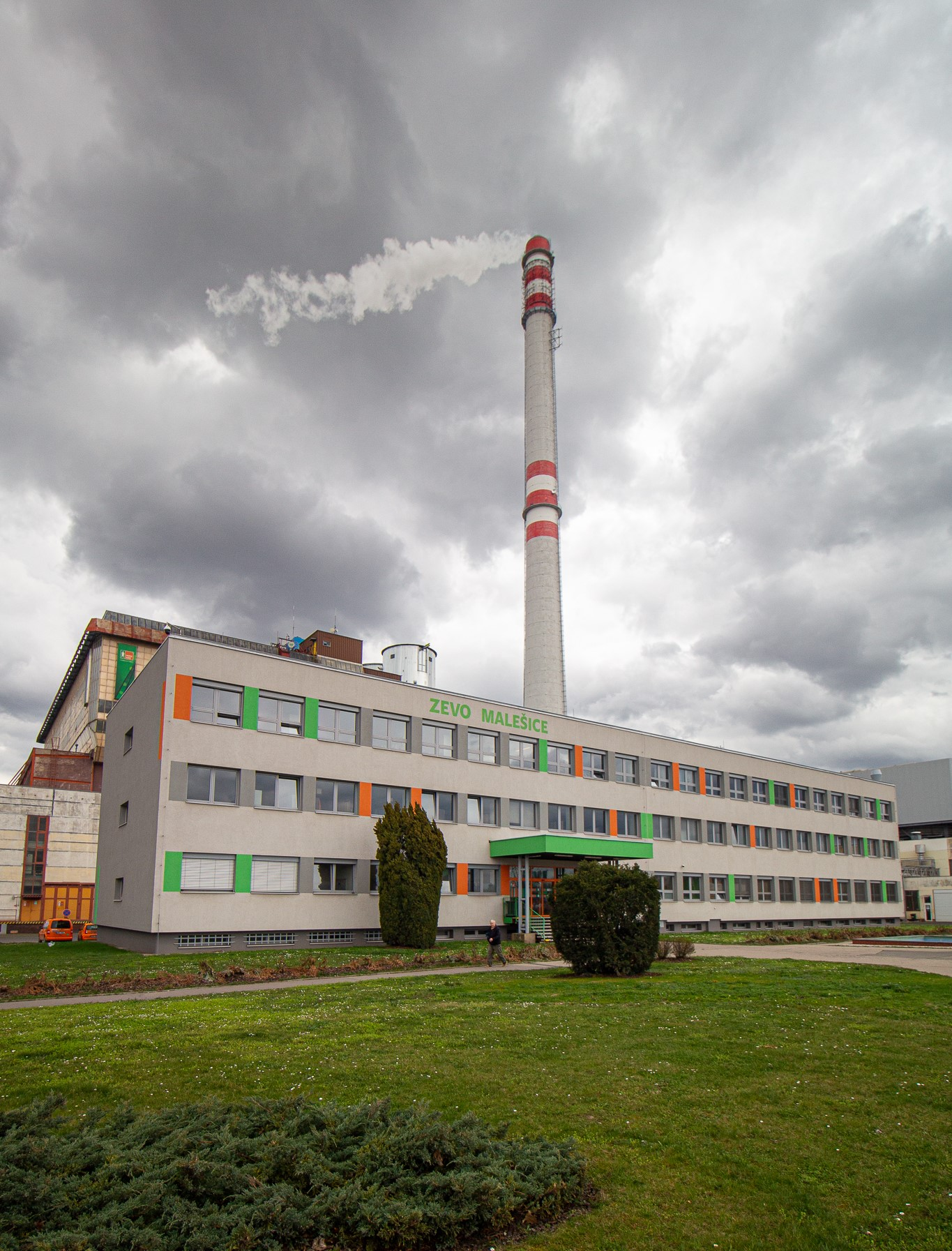
Administrativní budova

## Provoz
V Malešicích se odpad spaluje ve čtyřech kotlích s válcovými rošty, které jsou schopny spálit 14–15 tun odpadu za hodinu. Tepelná energie ze spalování ohřívá páru, která předá ve výměníku teplo 130 GJ za hodinu. Tím se poté ohřívá voda a následně radiátory v domácnostech. 

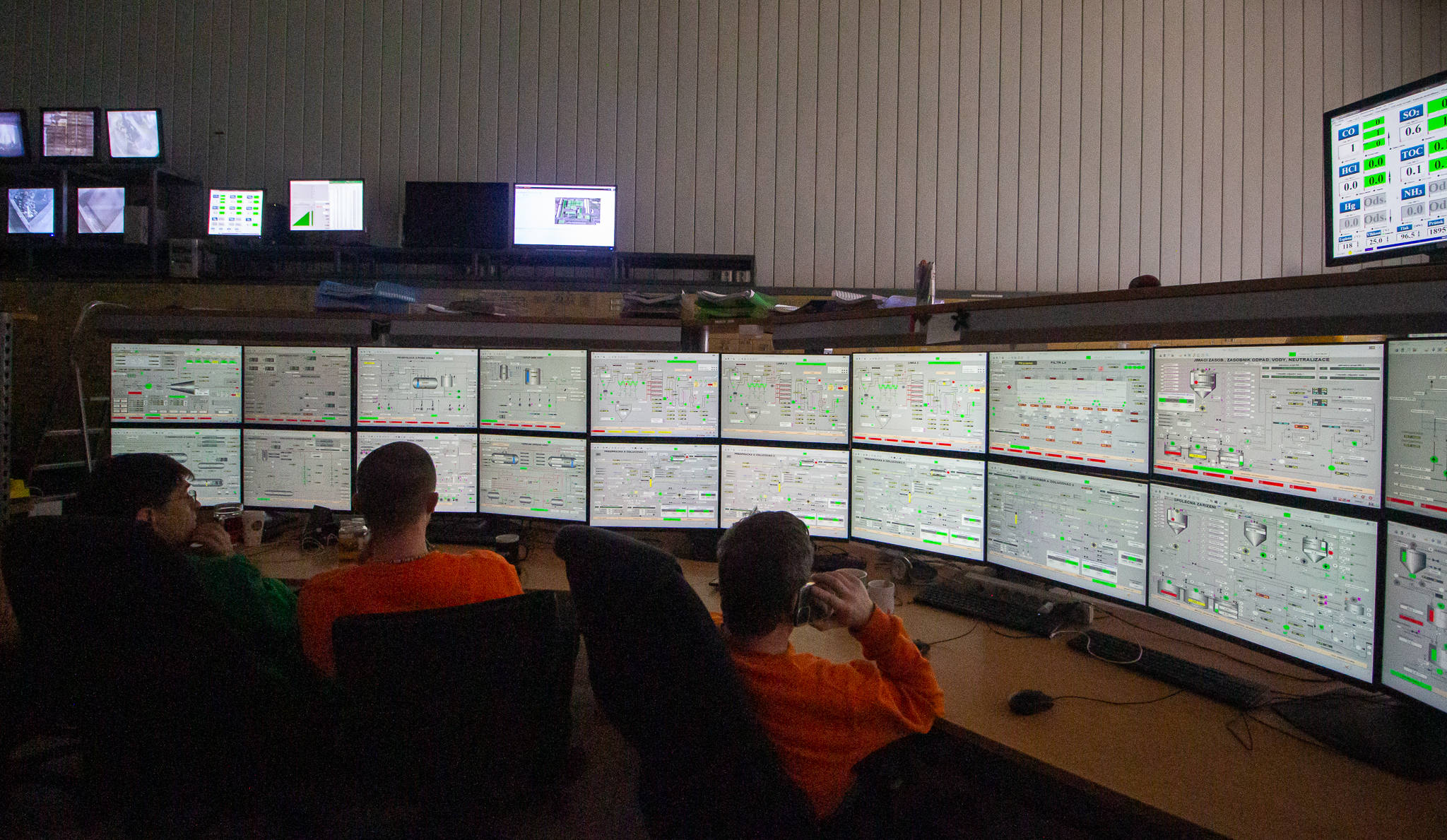
Řídící středisko spalovny

Od roku 2010 zároveň dokáže spalovna díky kogenerační jednotce vytvářet elektřinu pro 20 000 domácností. Kapacita spalovny je 310 000 tun odpadu za rok, přičemž ročně spalovna zlikviduje přes 200 000 tun.

## Zajímavosti
Komín, který měří 177 metrů, je nejvyšší v Praze. Na ochozu komína ve výšce 100 metrů se několikrát (v letech 2014, 2015, 2016) vylíhla mláďata sokola stěhovavého.